# Maarten den Bakker
Maarten Jan den Bakker (nascido em 26 de janeiro de 1969) é um ex-ciclista de estrada holandês. Competiu nos Jogos Olímpicos de Verão de 1988 em Seul, onde terminou na décima primeira posição nos 100 km contrarrelógio por equipes.
Em 1990, tornou-se profissional e encerrou a sua carreira em 2008. Den Bakker venceu o campeonato nacional de estrada duas vezes e participou de nove edições do Tour de France, completando cada uma delas.